# 올랜도 워드
올랜도 워드(Orlando Ward) 1891년 11월 4일 ~ 1972년 2월 4일)는 미국의 군인이자 미국 육군사관학교를 졸업하고 1차 세계대전, 2차세계대전에 참전한 군인이다.